# 12e cérémonie des Trophées du Film français
Les 12e Trophées du Film français 2005, récompensant les films sortis en 2004 sont organisés par le magazine Le Film français.

## Trophée de la personnalité de l'année
1. Jacques Perrin, producteur, réalisateur, comédien
2. Yolande Moreau, actrice et réalisatrice de Quand la mer monte...
3. Christophe Barratier, réalisateur des Choristes

## Trophée des trophées
1. Les Choristes de Christophe Barratier
2. Shrek 2 d'Andrew Adamson, Kelly Asbury et Conrad Vernon
3. Harry Potter et le Prisonnier d'Azkaban d'Alfonso Cuarón

## Trophée de la première œuvre
1. Les Choristes de Christophe Barratier
2. Podium de Yann Moix
3. Malabar Princess de Gilles Legrand

## Trophée de l’œuvre européenne
1. Bridget Jones : L'Âge de raison de Beeban Kidron
2. La Mauvaise Éducation de Pedro Almodóvar
3. La Planète bleue d'Alastair Fothergill et Andy Byatt

## Trophée de la fiction TV
1. L'Enfant de l'aube de Marc Angelo
2. Mon voisin du dessus de Laurence Katrian
3. Un parfum de Caraïbes de Michaël Perrotta

## Trophée de l'exploitant
1. Jean-Marie Guillaume : Pathé (Plan-de-Campagne), Palace (Martigues), Cézanne, Mazarin et Renoir (Aix-en-Provence)
2. Jean-Marc et Nadine Ageorges : Ciné Zénith à Evreux
3. Anne-Marie Faucon et Michel Malacarnet : Utopia à Tournefeuille, Toulouse, Bordeaux, Avignon et Saint-Ouen

## Trophée duo cinéma
1. Christophe Barratier/Jacques Perrin pour Les Choristes
2. Olivier Marchal/Jean-Baptiste Dupont, Cyril Colbeau-Justin et Franck Chorot pour 36 Quai des Orfèvres
3. Jan Kounen/Thomas Langmann et Ariel Zeitoun pour Blueberry, l'expérience secrète

## Trophée duo révélation
1. Jean-Marc Moutout/Miléna Poylo, Gilles Sacuto pour Violence des échanges en milieu tempéré
2. Laurence Tirard/Marc Missonnier, Olivier Delbosc pour Mensonges et trahisons et plus si affinités...
3. François Favrat/François Kraus, Denis Pineau-Valencienne pour Le Rôle de sa vie

## Trophée duo TV
1. Patrick Rotman/Michel Rotman pour Été 44
2. William Karel/Jean-François Lepetit pour Le Monde selon Bush
3. Pierre Boutron/Pierre-Bertrand Jaume, Catherine Ruault Castera pour Le Silence de la mer